# ニューブリテン島の戦い
ニューブリテン島の戦い（英:New Britain campaign / Battle of New Britain）は、太平洋戦争（大東亜戦争）中のニューギニア戦線における日本軍と、オーストラリア軍、アメリカ軍、ニュージーランド軍からなる連合国軍との間の戦闘である。オーストラリアの信託統治領のパプアニューギニア、ビスマルク諸島最大の島のニューブリテン島で行われた。1943年12月15日に連合国軍が上陸して開始され、日本軍との戦いは終戦の1945年8月15日まで続いた。

## 主な経過
オーストラリアの信託統治領であったニューブリテン島は、1942年に日本軍が占領し（ラバウルの戦い/1942年)、ソロモン諸島方面進出の拠点とし、またオーストラリアへの空襲を支援する拠点ともなった。
連合国軍は同年10月12日 - 11月11日にラバウル空襲を行い、続く同年12月15日にはニューブリテン島の西部のマーカス岬（アラウェ）にアメリカ第112機甲連隊が上陸（アラウェの戦い）、12月26日にはアメリカ第1海兵師団もグロスター岬に上陸し（グロスター岬の戦い）、この地域を守備していた日本軍の第65旅団や第17師団を攻撃した（カートホイール作戦）。
1944年2月中旬には西部ニューブリテンは連合軍の手に落ちた（西部ニューブリテンの戦い）が、西部ニューブリテンを占領した連合国軍は損失を恐れこれ以上の東進はしなかった。連合国軍は強固なラバウルの日本軍との正面戦闘を避け、迂回して反攻を行うことにした。
エミラウ島の無血占領（1944年3月20日 - 3月27日）や竹一船団の壊滅（1944年4月17日 - 5月21日）により周辺の制海権を失い、孤立したラバウルの日本軍は終戦までほぼ自給自足を強いられることになったが、両軍の戦いは1945年8月15日の日本の降伏まで続いた。

## 題材にした作品
映像
- ザ・パシフィック

Part Four（第4話）：グロスター岬の戦い。
マンガ
- 水木しげる『総員玉砕せよ!』：作者は当時ニューブリテン島守備隊に所属。